# Sobór Opieki Matki Bożej w Woroneżu
Sobór Opieki Matki Bożej – prawosławny sobór w Woroneżu, w jurysdykcji eparchii woroneskiej Rosyjskiego Kościoła Prawosławnego. Jeden z dwóch, obok soboru Zwiastowania, soborów katedralnych tejże eparchii.

## Historia
Pierwsza wzmianka o istnieniu w Woroneżu cerkwi pod wezwaniem Opieki Matki Bożej pochodzi z 1615. Wskazuje ona, że świątynia znajdowała się na terenie osady kozackiej. Gdy obiekt ten był już w bardzo złym stanie, w 1700 błogosławieństwa na budowę nowej świątyni w tym miejscu udzielił pierwszy ordynariusz eparchii woroneskiej, biskup Mitrofan. Budowę cerkwi murowanej rozpoczęto w 1736. W 1748 poświęcony został jeden z jej ołtarzy, poświęcony Spotkaniu Pańskiemu, zaś w końcu stulecia – drugi, pod wezwaniem Ikony Matki Bożej „Znak”. W 1791 wzniesiono cerkiewną trójkondygnacyjną dzwonnicę.
W 1833 przystąpiono do przebudowy obiektu. Świątynię zaprojektował Iwan Blicyn, architekt gubernialny. Zasadnicze prace przy budowie świątyni ukończono w ciągu dwóch lat, jednak wyświęcenie obiektu miało miejsce dopiero 14 lipca 1841, ceremonię konsekracji poprowadził arcybiskup woroneski i zadoński Antoni. Jeszcze przed tą datą, ukraiński artysta Kuźma Safonow przeprowadził renowację dwóch ikonostasów i ikon pozostających na wyposażeniu obiektu. W 1847 i w 1848 ponownie poświęcono obydwa boczne ołtarze cerkwi.
Po rewolucji październikowej, w 1921, z cerkwi skonfiskowano cenne elementy wyposażenia, co miało posłużyć pomocy ofiarom głodu na Powołżu. Dwa lata później obiekt objęła wspólnota odnowicielska. W 1927 budynek siłą przejęli grigoriewcy, którzy urządzili w nim swój sobór katedralny. W 1932 władze radzieckie zdecydowały o zamknięciu świątyni i zaadaptowaniu jej najpierw na Dom Obrony, a następnie na muzeum religii i ateizmu. Podczas II wojny światowej budynek poważnie ucierpiał, po czym został zaadaptowany na mieszkania. Obiekt został zwrócony Rosyjskiej Cerkwi Prawosławnej w 1948, dzięki staraniom biskupa woroneskiego Józefa i grupy miejscowych wiernych. Świątynia przejęła wówczas, po cerkwi św. Mikołaja, funkcję soboru katedralnego, w jej sąsiedztwie wzniesiono również nową siedzibę biskupów woroneskich. 14 października 1948 biskup Józef poświęcił ołtarz ikony Matki Bożej „Znak”, zaś trzy lata później – główny ołtarz i zarazem cały obiekt, co nastąpiło po odnowieniu obiektu sakralnego. W 1952 konsekrowany został drugi boczny ołtarz św. Tichona Zadońskiego. Kolejny remont świątyni przeprowadził w latach 1961–1962 biskup woroneski i lipiecki Sergiusz. W końcu lat 70. władze miejskie nakazały rozbiórkę domu biskupiego i rozważały także zniszczenie soboru, czemu skutecznie sprzeciwiał się metropolita woroneski Metody.
W 1982 w soborze odbywały się uroczystości 300. rocznicy powstania eparchii woroneskiej. Od 1989 do 2003 w obiekcie wystawione były dla kultu relikwie św. Mitrofana, pierwszego biskupa woroneskiego, przeniesione następnie do drugiego woroneskiego soboru Zwiastowania po jego odbudowie.
W 1998 po raz pierwszy w historii obiekt odwiedził patriarcha moskiewski i całej Rusi – Aleksy II.
W sąsiedztwie świątyni znajdował się pierwotnie niewielki cmentarz duchownych, pochowano na nim także kilku starostów cerkiewnych i osoby przekazujące dla cerkwi dary materialne. Obecnie (początek XXI w.) przy soborze znajduje się tylko jeden nagrobek – metropolity woroneskiego Józefa, zmarłego w 1961.